# Putnok
Putnok este un oraș în districtul Putnok, județul Borsod-Abaúj-Zemplén, Ungaria, având o populație de 7.016 locuitori (2011). 

## Demografie
Componența etnică a orașului Putnok
     Maghiari (90,71%)
     Romi (8,67%)
     Necunoscut (0,18%)
     Alții (0,43%)
Componența confesională a orașului Putnok
     Romano-catolici (37,2%)
     Reformați (16,62%)
     Fără religie (14,01%)
     Necunoscută (29,96%)
     Alte religii (4,3%)
Conform recensământului din 2011, orașul Putnok avea 7.016 locuitori. Din punct de vedere etnic, majoritatea locuitorilor (90,71%) erau maghiari, cu o minoritate de romi (8,67%). Apartenența etnică nu este cunoscută în cazul a 0,18% din locuitori. Nu există o religie majoritară, locuitorii fiind romano-catolici (37,2%), reformați (16,62%) și persoane fără religie (14,01%). Pentru 29,96% din locuitori nu este cunoscută apartenența confesională.